# Kanton Saint-Jean-de-Daye
Saint-Jean-de-Daye is een voormalig kanton van het Franse departement Manche. Het kanton maakte deel uit van het arrondissement Saint-Lô totdat het op 22 maart werd opgeheven en de gemeenten werden opgenomen in het op die dag gevormde kanton Pont-Hébert.

## Gemeenten
Het kanton Saint-Jean-de-Daye omvatte de volgende gemeenten:
- Amigny
- Cavigny
- Les Champs-de-Losque
- Le Dézert
- Graignes-Mesnil-Angot
- Le Hommet-d'Arthenay
- Le Mesnil-Véneron
- Montmartin-en-Graignes
- Pont-Hébert
- Saint-Fromond
- Saint-Jean-de-Daye (hoofdplaats)
- Tribehou